# ایلین شولینو
ایلین شولینو (به انگلیسی: Elaine Sciolino) متولد ۱۹۴۹ در بوفالو، نیویورک، روزنامه نگار ارشد و رئیس دفتر نیویورک تایمز در پاریس بین ۲۰۰۲-۲۰۰۸ بود. در منابع فارسی گاهی (به اشتباه) از او با نام الین اسکیولینو نام برده شده‌است.
او نخست برای نیوزویک کار کرد
او دانش آموختهٔ کارشناسی ارشد از دانشگاه نیویورک است.
شولینو در میان مسافرانی بود که در انقلاب سال ۵۷ ایران به همراه روح الله خمینی از پاریس به تهران بازگشتند.
او در مورد ایران کتابی سیاسی منتشر ساخته بنام «آئینه‌های پارسی» (به انگلیسی: Persian Mirrors) که در ۲۰۰۱ منتشر یافت.
او همچنین کتاب دیگری دارد با نام «کشور خاطی: بحران خلیج و اهداف صدام حسین در رسیدن به قدرت» منتشرهٔ ۱۹۹۱.